# James Wong
James Wong (1959. április 20., Hongkong, Kína –) amerikai televíziós producer, író és filmrendező. Ő írta és rendezte az X-akták és a Millennium epizódjait, valamint epizódokat írt az Amerikai Horror Storyhoz. Ő alapította a Hard Eight Pictures-t. Olyan filmeket rendezett, mint például a Végső állomás, Végső állomás 3. és Az egyetlen, valamint remake filmként a Willard, a Dragonball: Evolúció és a Fekete karácsony, író partnere Glen Morgan volt.

## Gyermekkora
Wong Hongkongban született. Tízéves korában családjával együtt az Amerikai Egyesült Államokba költözött, és San Diegóban (Kalifornia) telepedtek le. Fiatalkorában találkozott leendő író partnerével, Glen Morgannel az El Cajon Valley középiskolában. Később a Loyola Marymount Egyetemre ment és csatlakozott egy komédia improvizációs csoporthoz. Eredetileg a mérnöki szakmát akarta kitanulni, de később átváltott a filmiparra, miután megnézte az Apokalipszis most háborús filmet a  Cinerama Dome-ban. A diplomája megszerzése után Sandy Howard az asszisztense lett. Ebben az időben Wong és Morgan egyaránt forgatókönyveket írtak, végül készítettek egy közöst.

## Karrierje
2000-ben Wong rendezte a Végső állomás című horrorfilmet, amelyet Glen Morgannel írt közösen. Ezt követően Wong rendezői debütálófilmje Az egyetlen (2001) akciófilm volt Jet Li főszereplésével, majd további horrorfilmeket készített, köztük a Willard (2003), Glen Morgan rendezővel és Crispin Glover főszereplővel, valamint egy második filmfolytatással, a Végső állomás 3.-mal (2006), amit szintén ő rendezett. 2006 végén kiadták Wong és Morgan Fekete karácsony című remake filmjét; a forgatókönyvet Wong és Morgan készítette, a filmet Morgan rendezte.
2009-ben Wong rendezte az Anime és a Manga média franchise-át, a Dragon Ball élő-akció film adaptációját, ám mind a kritikusok, mind pedig a közönség egyaránt rosszul fogadta.
2011 óta Wong Ryan Murphyvel dolgozik együtt, mint az Amerikai Horror Story exkluzív producere.

## Magánélete
James Wong felesége Teena Wong.

## Filmográfia

### Filmek
| Év   | Magyar cím           | Eredeti cím          | Rendező | Író  | Producer |
| ---- | -------------------- | -------------------- | ------- | ---- | -------- |
| 2009 | Dragonball: Evolúció | Dragonball Evolution | Igen    | Igen | Nem      |
| 2006 | Fekete karácsony     | Black Christmas      | Nem     | Igen | Igen     |
| 2006 | Végső állomás 3.     | Final Destination 3  | Igen    | Igen | Igen     |
| 2003 |                      | Willard              | Nem     | Nem  | Igen     |
| 2001 | Az egyetlen          | The One              | Igen    | Igen | Igen     |
| 2000 | Végső állomás        | Final Destination    | Igen    | Igen | Nem      |
| 1985 | Szomszéd fiúk        | The Boys Next Door   | Nem     | Igen | Nem      |

### Televíziós sorozatok
- Booker (forgatókönyvíró, történetíró) (1989–1990)
- 21 Jump Street (forgatókönyvíró, történetszerkesztő) (1989–1990)
- Wiseguy (producer) (1990)
- Kalóz Jack száz élete (producer) (1991)
- Mókás hekus (forgatókönyvíró, producer) (1991–1993)
- X-akták (rendező, író, másod-executive producer, consulting producer) (1993–1997)
- Űrháború 2063 (co-creator, forgatókönyvíró) (1995–1996)
- Millennium (executive producer, producer, forgatókönyvíró) (1996–1998)
- Másvilág (executive producer, forgatókönyvíró) (2000)
- Tower Prep (rendező – Epizód: "Whisper") (2010)
- Az esemény (rendező – Epizód: "Arrival"; forgatókönyvíró, co-executive producer) (2010–2011)
- Amerikai Horror Story (forgatókönyvíró, másod-executive producer) (2011–2019)
- Rosemary's Baby (forgatókönyvíró) (2014)
- X-akták (rendező, forgatókönyvíró) (2016-2018)[4]